# Piet Wildschut
Pieter Wildschut (Leeuwarden, 25 ottobre 1957) è un ex calciatore olandese.

## Palmarès

### Club

#### Competizioni nazionali
- Coppa dei Paesi Bassi: 1

Twente: 1976-1977